# John Grant (musiker)
John Grant, född 25 juli 1968, är en musikartist från USA. Han var frontfigur i det senare upplösta bandet The Czars innan han 2010 inledde en solokarriär med albumet Queen of Denmark. John Grant medverkar i Susanne Sundførs singel "Mountaineers", som ingår i hennes album Music For People In Trouble från 2017.

## Diskografi

### Med The Czars
Album
- 1996 – Moodswing
- 1997 – The La Brea Tar Pits of Routine
- 2000 – Before...But Longer
- 2001 – The Ugly People vs. the Beautiful People
- 2004 – Goodbye
- 2005 – Sorry I Made You Cry

Singlar
- 2000 – "Val"
- 2002 – "Side Effect"
- 2002 – "X Would Rather Listen"
- 2004 – "Paint the Moon"

### Solo
Album
- 2010 – Queen of Denmark
- 2013 – Pale Green Ghosts
- 2014 – John Grant and the BBC Philharmonic Orchestra: Live in Concert
- 2015 – Grey Tickles, Black Pressure

Singlar
- 2013 – "Pale Green Ghosts"
- 2013 – "GMF" (med Sinéad O'Connor)
- 2013 – "Glacier"
- 2015 – "Disappointing" (med Tracey Thorn)